# Gurania
Gurania là một chi thực vật có hoa trong họ Cucurbitaceae.

## Loài
Chi Gurania gồm các loài: